# St. Sebastian (Pötewitz)

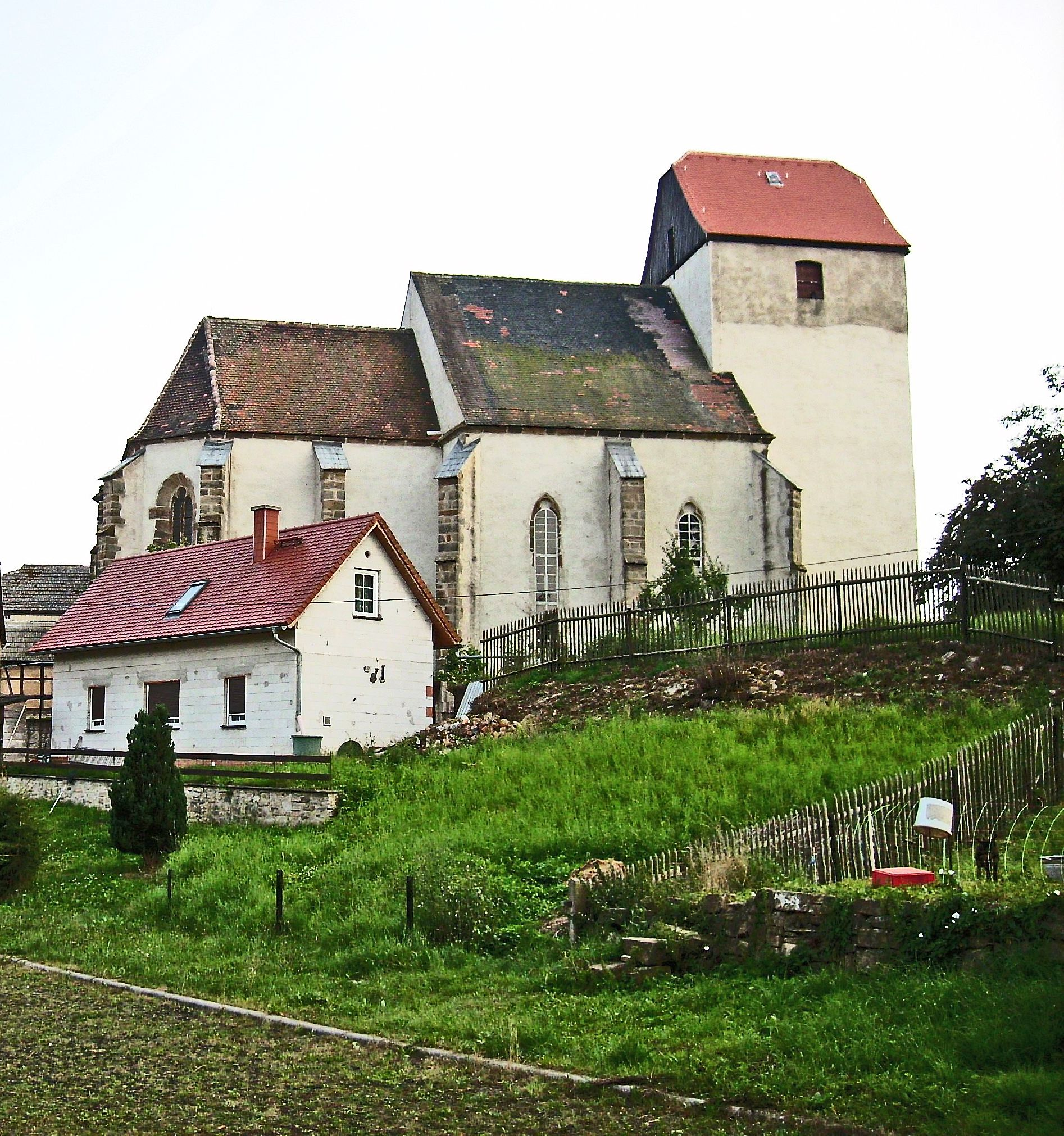
St. Sebastian (Pötewitz)

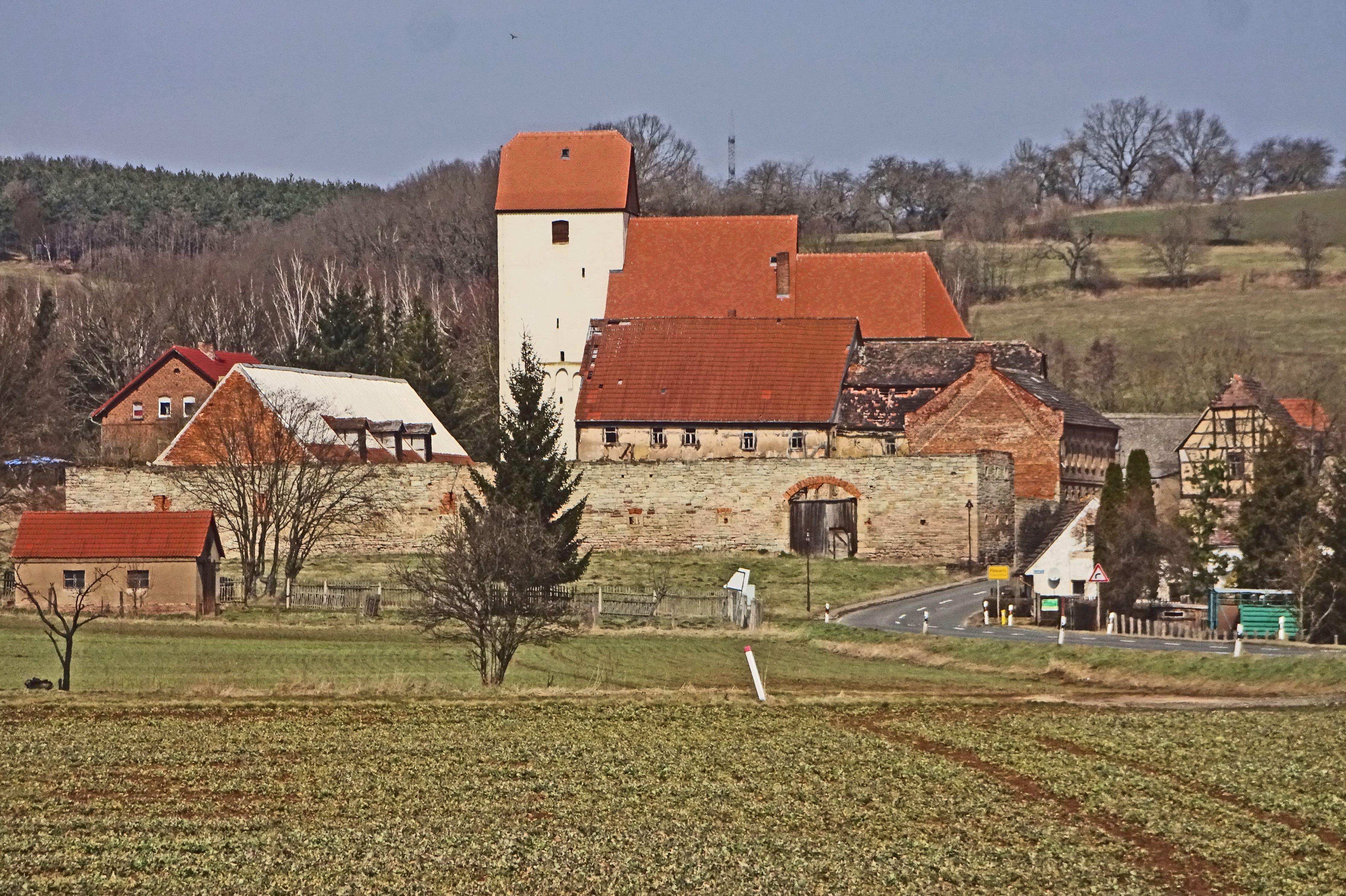
Kirche im Ortsbild von Pötewitz

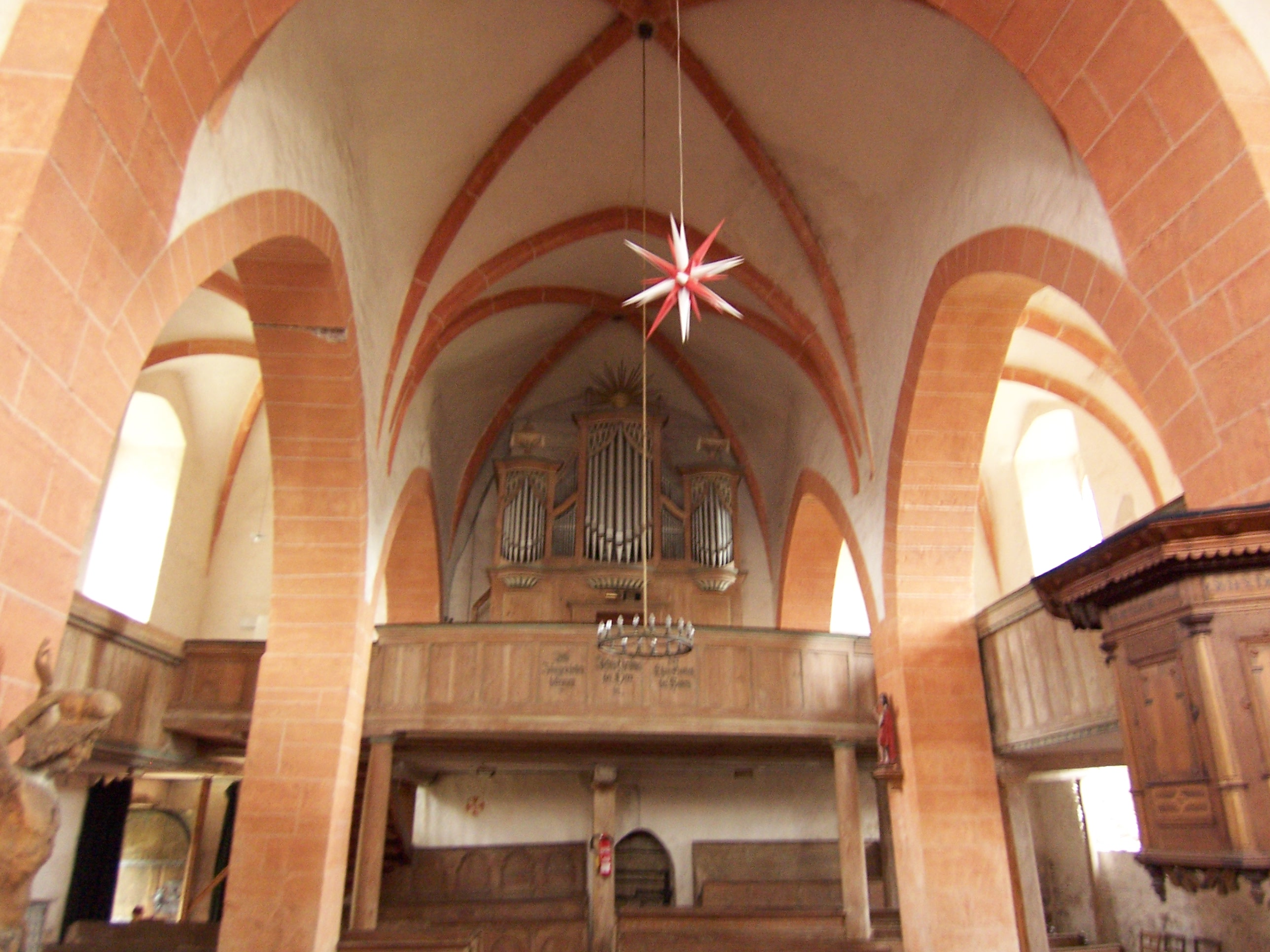
Innenansicht

Die evangelische Dorfkirche St. Sebastian ist eine dreischiffige Hallenkirche im Ortsteil Pötewitz von Wetterzeube im Burgenlandkreis in Sachsen-Anhalt. Sie gehört zum Pfarrbereich Droyßig im Kirchenkreis Naumburg-Zeitz der Evangelischen Kirche in Mitteldeutschland (EKMD).

## Geschichte und Architektur
Die Kirche wurde anstelle eines romanischen Vorgängerbauwerks in der zweiten Hälfte des 15. Jahrhunderts als großer Bruchsteinbau mit stattlichem quadratischem Westturm erbaut und 1954 restauriert. Das Langhaus ist als zweijochige dreischiffige Pseudohalle kurz und verhältnismäßig breit ausgebildet und wie der Chor mit Strebepfeilern versehen. Die Kreuzrippengewölbe sind über je zwei hohen spitzbogigen Arkaden auf quadratischem Pfeiler zwischen Mittelschiff und schmaleren Seitenschiffen eingezogen. Der Chor von Mittelschiffsbreite endet in einem Fünfachtelschluss, die ebenfalls einfach gekehlten Rippengewölbe werden durch Runddienste aufgefangen. Das Fenstermaßwerk ist insgesamt sehr einfach gebildet, nur das mittlere Chorfenster ist reicher. Das Turmobergeschoss in Fachwerk und sämtliche Dächer wurden nach Brand 1771 erbaut.
An der Südseite sind mehrere spätgotische Reliefs angebracht, sie zeigen einen heiligen Bischof, die Kreuzigung und über der rundbogigen Tür den heiligen Sebastian.

## Ausstattung
Von der Ausstattung stammen die dreiseitige Empore und das Gestühl vermutlich weitgehend aus dem 16. Jahrhundert, der vorschwingende Teil der Westempore ist jünger und trägt eine Orgel von Johann Gottlieb Michael Böhme aus dem Jahr 1821.
Das Hauptstück der Ausstattung ist ein beachtenswerter großer Schnitzaltar aus der Zeit um 1510, der Franz Geringswalde in Altenburg zugeschrieben wird; er zeigt im Schrein die Marienkrönung zwischen den Heiligen Sebastian und Agnes; in den Flügeln sind jeweils zweireihig die zwölf Apostel dargestellt, im Auszug zwei heilige Bischöfe. Auf den Außenseiten der Flügel sind gemalte Darstellungen aus dem Marienleben zu sehen, auf den Standflügeln Szenen aus der Sebastianslegende. Die ebenfalls gemalte Predella zeigt in Halbfiguren Christus als Schmerzensmann, umgeben von den Heiligen Katharina und Anna selbdritt sowie den Heiligen Barbara und Dorothea.
Die schlichte hölzerne Kanzel ist ein Werk vom Ende des 16. Jahrhunderts. Der Taufstein wurde 1821 geschaffen, außerdem sind Reste einer großen spätgotischen Sandsteintaufe erhalten. Ein lebensgroßer Kruzifixus aus dem späten 15. Jahrhundert wurde 1725 erneuert. Gegenüber steht eine Schnitzfigur des heiligen Sebastian vom Anfang des 16. Jahrhunderts, deren Arme im Jahr 1987 ergänzt wurden. Eine kleine Schnitzfigur des auferstandenen Christus ist ein Werk von 1507. An der Nordwand des Chores ist eine Sakramentsnische aus der Bauzeit eingelassen, die von einem Wimperg bekrönt wird, seitlich ist je eine kleine Figur in Hochrelief angeordnet. Im gleichen Wandfeld sind Reste spätgotischer Wandmalereien zu sehen, unter anderem die 1954 freigelegte Darstellung des Weltenrichters in der Mandorla. Zwei Grabsteine sind erhalten, einer mit geritztem Kreuz aus dem 15. Jahrhundert, der andere mit Inschrift und Wappen aus dem Jahr 1590.

## Trivia
Am 28. August 1814 heiratete der Maler Ludwig Geyer (1779–1821) in der Kirche zu Pötewitz die Witwe Johanna Rosine Wagner (1774–1848), die Mutter Richard Wagners (1813–1883).